# محمد خالصی‌زاده
محمد خالصی‌زاده (۱۲۷۰، کاظمین – ۱۳۴۲، بغداد) از روحانیان شیعه و از فعالین سیاسی-مذهبی دوران حکومت پهلوی بود.

## زندگی

### سالهای اولیه و تحصیلات
محمد خالصی‌زاده فرزند محمدمهدی خالصی بود، که در ۱۲۷۰ خورشیدی در کاظمین متولد شد. مراحل مختلف علوم دینی را نزد علمای برجسته زمان، مهدی مرایاتی، صادق خالصی، راضی خالصی، محمدحسین کاظمی، آخوند خراسانی، و میرزا محمدتقی شیرازی سپری کرد، و پیش از ۲۰ سالگی به درجهٔ اجتهاد رسید. وی علاوه بر علوم اسلامی، علوم دیگر مانند ریاضیات، علوم طبیعی، و طب را نیز فراگرفت، و به زبان‌های انگلیسی، فرانسه، ترکی، و فارسی تسلط یافت. پس از آغاز جنگ جهانی اول و حملهٔ انگلیس به بندر فاو در سال ۱۳۳۲ قمری، خالصی‌زاده به‌منظور مقابله با انگلیسی‌ها، اقدام به بسیج مردم کردند. در قیام مردم کربلا در سال ۱۹۲۰ (۴ شوال ۱۳۳۸ ه‍.ق) به رهبری میرزا محمدتقی شیرازی، خالصی‌زاده به مردم انقلابی پیوست، و یکی از گردانندگان اصلی آن حرکت شد. انگلیسی‌ها برای سرکوب قیام، کربلا را محاصره کردند، و تسلیم شدن هفده نفر از رهبران قیام را از شروط ترک مخاصمه دانستند، و سرانجام وارد کربلا شدند، ولی نتوانستند محمد را دستگیر کنند. در ۱۹۲۱ ملک فیصل قرارداد تحت‌الحمایگی انگلستان را پذیرفت، کاری که در مقابل، به اعتراضات گستردهٔ مردمی انجامید. در پی آن، کمیته‌ای پنج نفره از شخصیت‌های سیاسی و مذهبی تشکیل شد که خالصی‌زاده نیز عضو آن بود. اعضای این کمیته مخالفت مردم عراق با قیمومیت انگلستان را اعلام کردند. مراجع اعلی از جمله میرزا محمد حسین نائینی، محمدمهدی خالصی، و سید ابوالحسن اصفهانی در فتوایی انتخابات را تحریم کردند، و این امر در نهایت به ناکامی فیصل در اجرای انتخابات عمومی و تشکیل مجلس مؤسسان انجامید. حکومت با هجوم به خانهٔ محمدمهدی خالصی، و بازداشت وی و چند تن دیگر، و تبعید آنها به حجاز و قم، تلاش کرد تا جریان مخالفت آنها را، به‌بهانهٔ ایرانی بودن برخی از آنها، به مسائل قومی نسبت دهد. از سوی دیگر گسترش مبارزات مردمی به تبعید محمد خالصی‌زاده و سید محمدصدر از سوی مقامات انگلیسی به ایران انجامید.

### درایران
پس از ورود علما به ایران، وی در فعالیت‌های ضد انگلیسی خود ادامه می‌داد و برای بازگشت علما به عراق جند بار با احمد شاه ملاقات نمود.
در جریان حرکت جمهوری‌خواهی رضاشاه از مخالفان سرسخت وی بود.
در ایران دو سال در مشهد بود. پس از خلع احمدشاه قاجار چهار سال در تهران ماند. وی در سال ۱۳۰۲ خورشیدی مجموعه‌ای با نام «جمعیت مجتمعین مسجد سلطانی» را تشکیل داده بود که درصدد احیای آن برآمد. در این وقت او امام جماعت مسجد سلطانی (مسجد امام فعلی) بود.
خالصی زاده در این دوران و در اوج قدرت رضاخان به سال ۱۳۰۳ نشریه‌ای منتشر می‌کرد به نام «اتحاد اسلام». همانگونه که از عنوان این نشریه پیداست مهدی خالصی و فرزندش در فکر اندیشه‌های اتحاد مسلمانان جهان بودند. وی سپس به‌دلیل دخالت در امور سیاسی یا تحریک مردم به اغتشاش زندانی گشت و پس از سه ماه به تویسرکان تبعید شد. پس از یک‌سال به نهاوند تبعید شد و بعد از آن به کاظمین بازگشت که به او اجازهٔ اقامت ندادند و به قصر شیرین رفت. پس از آن باز به تبعید تویسرکان، بازگشت و ۱۱ سال را در تبعید گذراند. پس از خروج رضاشاه، انگلیسی‌ها به وی فشار آوردند تا به کاشان رفت. در کاشان به فعالیت‌های وسیع سیاسی-مذهبی پرداخت. از جمله به احیای مدارس علمیه و به متشکل‌کردن جوانان مذهبی شهر مشغول بود که بسیاری از این افراد، از عناصر تأثیرگذار فداییان اسلام و جریان مبارزه با بهائیت شدند.
پس از ۱۳۲۴ خورشیدی به تهران آمد. در این اثنا به انتشار نشریاتی مبادرت ورزید. در مجله منشور نور و همچنین وظیفه فعالیت می‌کرد. وی از منتقدین روحانیون سنتی از یک سو، و متجددین از سوی دیگر بود. به عقیدهٔ بسیاری، وی می‌توانست از فعالترین عناصر مذهبی-سیاسی این دوره ایران باشد. اما بیشتر به دلیل سلیقه‌های خاصش در مسائل مذهبی و اجتماعی در میانهٔ راه متوقف شد. در سال ۱۳۲۷ به یزد تبعید و ۲ سال را در آنجا گذراند و در عین حال به فعالیت‌هایش ادامه داد. در آبان ۱۳۲۸ به عراق تبعید شد و در کاظمین به فعالیت پرداخت.
در عراق نیز به دلیل فعالیت ضد عبدالکریم قاسم چند بار بازداشت گردید. وی در سال آذر ماه ۱۳۴۲ در بغداد درگذشت.

## اصلاح‌گری دینی
وی را منشأ نوعی روشنفکری مذهبی در ایران معاصر می‌دانند. شاید بتوان گفت رهبری جریان اصلاح دینی را پس از دوران رضا شاه بعهده داشت. وی بشدت با خرافات مبارزه می‌کرد و در این راه حمله‌های تندی به برداشت‌های روحانیان رسمی مذهبی می‌کرد سعی داشت تا میان تجدد و سنت گرائی، راهی نوین ایجاد کند در مورد حجاب و مسئله زن دیدگاه‌های تجددگرایانه داشت. به دلیل عقاید اصلاح گرانه مورد اعتراض بسیاری از روحانیان زمان خود بود و ردیّه‌های زیادی بر نوشته‌های وی نوشته و چاپ شده‌است.

## آثار
- آه از این راه (خاطرات)، ترجمه و بازپژوهی: محمد شمس، مؤسسه مطالعات و پژوهشهای سیاسی، ۱۳۹۷[۷]
- الجمعه
- تفسیرقرآن
- کتاب حجاب
- خرافات الشیخیه
- فلسفه قیام مقدس حسینی
- احیاءالشریعه فی مذهب الشیعه